# アメリカン・アルセイシアン

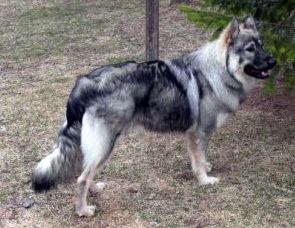
アメリカン・アルセイシアンとされる犬

アメリカン・アルセイシアン（英:American Alsatian）は、アメリカ合衆国のカリフォルニア州で20世紀末に作出された大型の家庭犬用の犬種である。はじめ、アルセイシアン・シェパリュート（英：Alsatian Shepalute）と名付けられたが、後にアメリカン・アルセイシアンに名前が変えられた。アメリカに愛好家団体のナショナル・アメリカン・アルセイシアン・クラブがあるが、主要な畜犬団体に認められた犬種ではない。

## 歴史
アルセイシアン・シェパリュートは、アメリカ合衆国のブリーダーであるロイス・デニー（Lois Denny）が、オオカミのような容姿を持ちつつも、家庭犬として扱いやすい大型犬を作り出すために、作った血統である。1987年に作出を開始したとされる。はじめ、作出の基本となったジャーマン・シェパード・ドッグとアラスカン・マラミュートのそれぞれから名前の一部をとった「ノース・アメリカン・シェパリュート」と名付けられたが、2000年になって「アルセイシアン・シェパリュート」に変更された。アルセイシアン（アルザス種）という名称は、この名が狼犬を意味するとして選ばれた。その後、イングリッシュ・マスティフを交配させて改良を重ね、15年をかけて犬種が作り出されたという。その他、アナトリアン・シェパード・ドッグやグレート・ピレニーズも交配されたという。2010年にアメリカン・アルセイシアンに名前が変更された。
現在は主にペットとして飼育されているが、警察犬や盲導犬、セラピードッグとして活躍できる可能性を秘めているという。歴史がまだ浅いためあまり頭数は多くなく、原産地外ではそれほど知られていない。

## 特徴
体高は雄63〜71cm、雌61〜69cmで体重は雄36〜54kg、雌34〜45kgの大型犬。がっしりとした骨太でたくましい体格をしている。体重が重いため走るのはあまり早くないが、力が強い。頭部の幅が広く、胸は深い。耳は立ち耳、尾はふさふさした垂れ尾。コートは毛量が多めでやわらかく長めのロングコートタイプと、さらりとして短いショートコートタイプの2タイプが存在する。又、血統書は発行されないが、ワイアーコートの犬も時に生まれる。毛色はウルフやグレー、ブラック、ブラック・アンド・タンなど。やはりホワイトの毛色の犬もいるが、現在のところ血統書は発行されていない（2009年4月時点）。
性格は人懐こく温厚で友好的、外向的である。小さな子供にも寛容で、他の犬や人と遊ぶことが大好きである。しつけの飲み込みは非常に良く、状況判断力も優れている。トレーニングやしつけはしっかりと行えば数分〜数時間で習得が可能である。イングリッシュ・マスティフの温厚さとアラスカン・マラミュートの友好的な性格を受け継いでいるため、基本的に非攻撃的で優しく、家庭犬として飼育するのにとても向いた犬種である。とはいえ、体重が重く運動量が多めであることに留意して飼育を行う必要がある。かかりやすい病気はまだよくわかっていないが、大型で体重が重いため股関節形成不全にかかるリスクがあると考えられている。然し、2009年の時点ではまだ純血のアルセイシアンにそれの罹患者は居らず、数百匹中2匹が重い関節炎を発症しただけであると報告されている（老後の諸疾患は除く）。